# Municipio de Bruno (Minnesota)
El municipio de Bruno (en inglés: Bruno Township) es un municipio ubicado en el condado de Pine en el estado estadounidense de Minnesota. En el año 2010 tenía una población de 184 habitantes y una densidad poblacional de 2,03 personas por km².

## Geografía
El municipio de Bruno se encuentra ubicado en las coordenadas 46°17′40″N 92°37′5″O / 46.29444, -92.61806. Según la Oficina del Censo de los Estados Unidos, el municipio tiene una superficie total de 90.69 km², de la cual 90,61 km² corresponden a tierra firme y (0,09 %) 0,09 km² es agua.

## Demografía
Según el censo de 2010, había 184 personas residiendo en el municipio de Bruno. La densidad de población era de 2,03 hab./km². De los 184 habitantes, el municipio de Bruno estaba compuesto por el 97,28 % blancos, el 0,54 % eran afroamericanos y el 2,17 % eran de una mezcla de razas. Del total de la población el 0 % eran hispanos o latinos de cualquier raza.